# Pilkhana
Pilkhana is een nagar panchayat (plaats) in het district Aligarh van de Indiase staat Uttar Pradesh. 

## Demografie
Volgens de Indiase volkstelling van 2001 wonen er 9.692 mensen in Pilkhana, waarvan 53% mannelijk en 47% vrouwelijk is. De plaats heeft een alfabetiseringsgraad van 28%. 